# The Wardrobe
The Wardrobe ("L'armadio") è un videogioco di avventura punta e clicca italiano sviluppato da C.I.N.I.C. Games e pubblicato il 26 gennaio 2017 per computer e nel 2018 per alcune console.

## Trama
Prologo del gioco: due amici, Ronald e Skinny, escono per un picnic in campagna. A un certo punto Ronald porge una piccola prugna a Skinny che però, essendo allergico, muore subito dopo averla mangiata. Il cadavere di Skinny rimane sul prato fino a quando una nuova fiammella di vita si riaccende nel suo corpo. Skinny diventa così uno scheletro e trascorre 5 anni dentro all'armadio di Ronald, fino a quando la famiglia di quest'ultimo deve traslocare. Solo allora Skinny si risveglia e incomincia il gioco. 
Nella prima fase bisogna scappare da due addetti dell'azienda di traslochi (di cui uno sotto effetto della droga). Dopo che gli addetti al trasloco abbandonano l'armadio in una discarica, incomincia una serie di missioni secondarie: scopo del gioco è far arrivare Skinny nella nuova casa di Ronald.

## Modalità di gioco
Gli sviluppatori si sono ispirati a classici degli anni '90 come Monkey Island e Day of the Tentacle.
L'inventario del gioco è la gabbia toracica di Skinny.
Il videogioco è pieno di easter egg, tra i tanti a Angry Birds (con Red trovato nel frigorifero di una casa), Stanlio e Ollio (con le loro tombe al cimitero) e a Super Mario (con il famoso idraulico dipinto tra i geroglifici del museo).
La voce di Skinny è di Federico Maggiore.